# 豊川村 (福島県)
豊川村（とよかわむら）は福島県耶麻郡にあった村。現在の喜多方市豊川町各町にあたる。

## 地理
- 河川：濁川、田付川、姥堂川

## 歴史
- 1889年（明治22年）4月1日 - 町村制の施行により、耶麻郡米室村、沢部村、一井村、高堂太村の区域をもって成立。
- 1954年（昭和29年）3月31日 - 耶麻郡喜多方町、岩月村、上三宮村、熊倉村、慶徳村、関柴村、松山村と新設合併し喜多方市が発足。同日豊川村廃止。

## 交通

### 鉄道路線
- 日本国有鉄道
  - 磐越西線：会津豊川駅

### 道路
- 米沢街道（現・国道121号）